# Коваль Ігор Михайлович
Ігор Михайлович Коваль (28 липня 1960, Реклинець, УРСР — 5 травня 2019, Крилос, Україна) — український історик, краєзнавець, кандидат історичних наук, доцент (2007), відмінник освіти, почесний краєзнавець України. Депутат Івано-Франківської обласної ради (1990, 2002) та Галицької районної ради (2002). Член Національної спілки краєзнавців України. Лауреат Івано-Франківської обласної краєзнавчої премії імені Володимира Полєка (2012) та всеукраїнської премії імені Петра Тронька (2018).

## Життєпис
Ігор Коваль народився 28 липня 1960 року у селі Реклинці, нині Великомостівської громади Шептицького району Львівської области України.
Закінчив історичний факультет Львівського державного університету імені Івана Франка (1982, з відзнакою). Учень видатних археологів професора Вітольда Ауліха та професора Миколи Пелещишина. Працював кореспондентом районної газети «Прапор Перемоги» (1985—1986, м. Галич), старшим науковим співробітником Крилоського краєзнавчого музею, вчителем історії Бринської загальноосвітньої школи (1985), директором Вікторівської (1986—1988) та Крилоської загальноосвітніх шкіл (1988—1990), завідувачем відділу освіти Галицької РДА (1990—1996), заступником директора Крилоської загальноосвітньої школи (1996—1997), заступником генерального директора Національного заповідника «Давній Галич» (1997—1999), заступником начальника (2000—2002) та головним спеціалістом (2002—2004) управління освіти і науки Івано-Франківської ОДА; старшим викладачем (1999) та доцентом (2007) катедри релігієзнавства, теології та культурології Прикарпатського національного університету імені Василя Стефаника, викладачем у богословських академіях Івано-Франківської єпархії УГКЦ та УПЦ, керівником гуртка «Археологічне краєзнавство» (м. Галич, 2018), в. о. практичного психолога Бурштинського енергетичного коледжу (2019), науковим працівником науково-дослідного відділу Національного заповідника «Давній Галич» (2019).
Голова Івано-Франківського обласного об'єднання «Просвіта» (2000).

## Доробок
Автор і співавтор понад 10 книжок і понад 100 наукових статей, колективних монографій, навчальних посібників та методичних рекомендацій.